# Світлодолинське (Білгород-Дністровський район)
Світлодоли́нське (у минулому: Село № 20, до 14.11.1945 Ліхтенталь) — село Саратської селищної громади Білгород-Дністровського району Одеської області в Україні, засноване свого часу німецькими колоністами.

## Історія
Станом на 1886 рік у німецькій колонії Ліхтенталь Саратської волості Аккерманського повіту Бессарабської губернії, мешкало 1085 осіб, налічувалось 141 двір, існували лютеранська церква та школа.
19 липня 2020 року, в результаті адміністративно-територіальної реформи і ліквідації Саратського району, село увійшло ло складу новоутвореного Білгород-Дністровського району.

## Населення
Згідно з переписом УРСР 1989 року чисельність наявного населення села становила 1118 осіб, з яких 517 чоловіків та 601 жінка.
За переписом населення України 2001 року в селі мешкало 1027 осіб.

### Мова
Розподіл населення за рідною мовою за даними перепису 2001 року:
| Мова       | Відсоток |
| ---------- | -------- |
| українська | 71,37 %  |
| російська  | 21,37 %  |
| молдовська | 3,97 %   |
| гагаузька  | 1,74 %   |
| болгарська | 1,26 %   |
| білоруська | 0,10 %   |
| німецька   | 0,10 %   |